# Tasiocera apheles
Tasiocera apheles är en tvåvingeart som beskrevs av Alexander 1961. Tasiocera apheles ingår i släktet Tasiocera och familjen småharkrankar. Inga underarter finns listade i Catalogue of Life.